# Fiat AN.1
Il Fiat AN.1 era un motore aeronautico a ciclo Diesel a 6 cilindri in linea raffreddato ad acqua prodotto dall'azienda italiana Società Italiana Aviazione (SIA), poi Fiat Aviazione, costruito alla fine degli anni venti.

## Storia
La necessità di utilizzare combustibili per motori aeronautici meno costosi e rari della benzina Avio spinse la Fiat Aviazione a costruire un motore a ciclo diesel, seguendo la tendenza costruttiva di quegli anni di altri paesi.

### Sviluppo

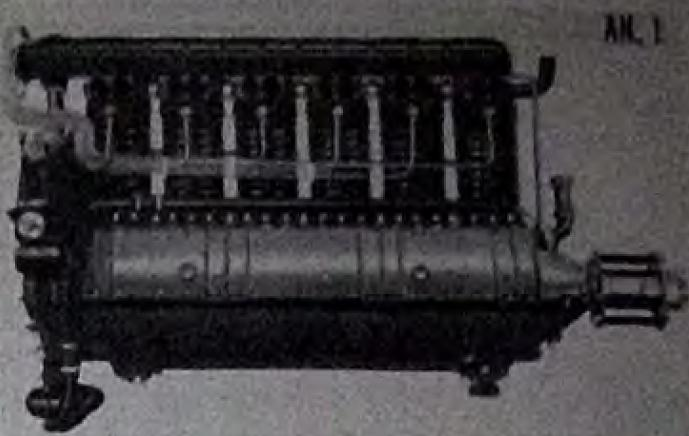
il motore AN.1visto di profilo

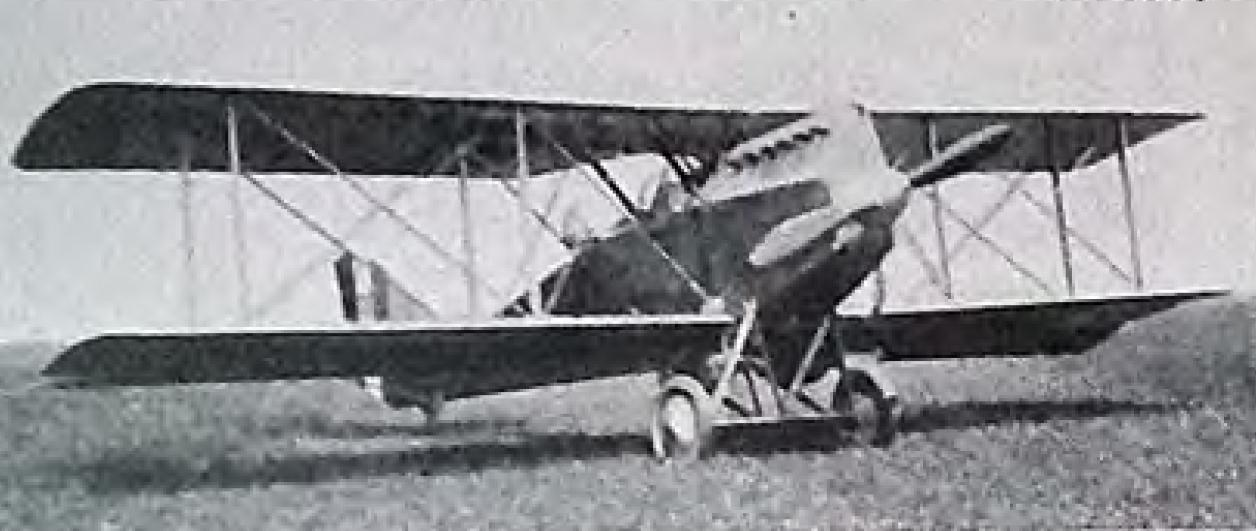
Il Fiat A.300/4

Il motore fu sviluppato partendo dal manovellismo e dal basamento di un A.12bis, mentre la testata utilizzata era quella del Fiat A.22; la costruzione dei cilindri e dei pistoni dei due motori originali venne modificata per adeguarli al diverso ciclo di combustione. 
I cilindri separati tra loro erano collegati in alto da una testata in alluminio che conteneva due alberi a camme, uno per le valvole di aspirazione ed uno per quelle di scarico (DOHC).
L'alimentazione era garantita da due pompe che comandavano rispettivamente tre iniettori in serie (1-2-3) e (4-5-6); questi spruzzavano il carburante micronizzato con una pressione di 300 at al centro della testa del cilindro, mentre la valvola di aspirazione era collegata direttamente all'aria esterna.
Per il resto la struttura costruttiva rispondeva ai canoni delle costruzioni motoristiche FIAT dell'epoca.
La pressione degli iniettori era volutamente limitata per non superare il valore 5 kg/m2, valore ritenuto, in base alle esperienze motoristiche fatte fino ad allora dalla Fiat, il limite non superabile per la tecnologia dell'epoca.
La potenza espressa dal motore era modesta; non superava infatti i 3,2 kg/CV, il che comportò il rapido abbandono dello sviluppo del motore.

### Impiego
Il Fiat AN.1 fu utilizzato per un collaudo in volo su un aeroplano Fiat Ansaldo A.300/4 per circa 500 km ininterrottamente l'8 giugno 1930.